# 2-га армія (США)
2-га а́рмія США (англ. Second United States Army) — військове об'єднання армії США, польова армія Збройних сил США часів Першої та Другої світових війн. За станом на 2012 рік — Кіберкомандування армії США.

## Історія
2-га армія Сполучених Штатів заснована у жовтні 1918 під час Першої світової війни під командуванням генерал-лейтенанта Р.Булларда, й входила до Американського експедиційного корпусу, що бився на полях Західної Європи, проте вже у квітні 1919 була розформована. Так, військові формування армії встигли взяти участь у боях у Франції останніми днями світового конфлікту. 7-ма, 28-ма, 33-тя та 92-га американські дивізії армії вели запеклі бої за французьке місто Мец протягом листопада, доки не був досягнутий мир. Згодом частини об'єднання залучалися до виконання окупаційних функцій на території Бельгії та Люксембургу й залишалися тут до кінця березня 1919 року. 15 квітня 1919 року армія була розформована.
Вдруге армію реактивували в жовтні 1933 року зі штабом у Чикаго, Іллінойс, як одну з чотирьох армій, на базі яких розгорталися збройні сили у разі загрози національній безпеці. У грудні штаб-квартиру армії перевели до Мемфіса, Теннессі. З початком нового світового конфлікту на фондах 2-ї армії підготували на території своїх частин, що перебували в 24 штатах, майже один мільйон військовослужбовців, яких відправляли далі для ведення бойових дій у Європу. За час війни 2-га армія підготувала 11 корпусів, 55 дивізій, 2 000 частин та підрозділів
У післявоєнний час на фондах армії продовжувалось проведення заходів підготовки та формування окремих частин та підрозділів. У червні 1946 її штаб передислокували до Балтімору, Меріленд, а армію включили до складу Сухопутних військ армії США, як одну з шести польових армій. Формування 2-ї армії дислокувались у штатах Делавер, Кентуккі, Меріленд, Огайо, Пенсільванія, Вірджинія, Західна Вірджинія та округу Колумбія.
З 1947 року штаб-квартира армії неодноразово переміщувалась по території країни, але головна функція — підготовка боєготових кадрів завжди залишалася ключовою для формувань та керівного складу 2-ї армії.